# 28.º Regimiento Antiaéreo (motorizado mixto)
El 28.º Regimiento Antiaéreo (motorizado mixto) (Flak-Regiment. 28 (gem. mot.) fue una unidad de la Luftwaffe durante la Segunda Guerra Mundial.

## Historia
Fue formado el 1 de octubre de 1936 en Kitzingen con 1. - 5. Baterías. El 15 de noviembre de 1938 es redesignado I./19º Regimiento Antiaéreo. Reformado el 1 de noviembre de 1943 en Atenas a partir del IV./11.º Regimiento de Artillería de la Luftwaffe, con 1. - 5. Baterías.

## Servicios
- octubre de 1936 – febrero de 1938: bajo V Comandante Superior de Artillería Antiaérea del Distrito Aéreo.
- febrero de 1938 – noviembre de 1938: bajo la XIII Comando Administrativo Aéreo.
- 1943 – 1944: Grecia, Balcanes.
- 1 de noviembre de 1943: bajo la 19.ª División Antiaérea (201.er Regimiento Antiaéreo).
- 1 de enero de 1944: bajo la 19.ª División Antiaérea (201.er Regimiento Antiaéreo).
- 1 de febrero de 1944: bajo la 19.ª División Antiaérea (201.er Regimiento Antiaéreo).
- 1 de marzo de 1944: en el área de Atenas bajo la 19.ª División Antiaérea (201.er Regimiento Antiaéreo).
- 1 de abril de 1944: bajo la 19.ª División Antiaérea (201.er Regimiento Antiaéreo).
- 1 de mayo de 1944: bajo la 19.ª División Antiaérea (201.er Regimiento Antiaéreo).
- 1 de junio de 1944: bajo la 19.ª División Antiaérea (201.er Regimiento Antiaéreo).
- 1 de julio de 1944: bajo la 19.ª División Antiaérea (201.er Regimiento Antiaéreo).
- 1 de agosto de 1944: bajo la 19.ª División Antiaérea (201.er Regimiento Antiaéreo).
- 1 de septiembre de 1944: bajo la 19.ª División Antiaérea (201.er Regimiento Antiaéreo).
- 1 de octubre de 1944: bajo la 19.ª División Antiaérea (201.er Regimiento Antiaéreo).
- 1 de noviembre de 1944: bajo la 15.ª División Antiaérea (133.er Regimiento Antiaéreo).
- 1 de diciembre de 1944: bajo la 15.ª División Antiaérea (133.er Regimiento Antiaéreo).
- 1944 – 1945: en Hungría (15.ª División Antiaérea).